# Camponotus longideclivis
Camponotus longideclivis é uma espécie de inseto do gênero Camponotus, pertencente à família Formicidae.